# Орлов, Александр Андреевич
Алекса́ндр Андре́евич Орло́в (род. 1 октября 1938 года) — советский и российский педагог, доктор педагогических наук (1985), профессор, заслуженный деятель науки Российской Федерации (1995), академик Российской академии образования (2016).

## Биография
Учился в средней школе № 3 г. Севастополя, которую с серебряной медалью окончил в 1956 году. В 1962 году окончил историко-филологический факультет Крымского педагогического института. Работал в школах Крыма. В 1968 году был приглашён на кафедру педагогики Крымского педагогического института. В 1970—1973 годах учился в аспирантуре Института общей педагогики АПН СССР, защитил кандидатскую диссертацию «Структурно-функциональный анализ управления учебной работой общеобразовательной школы».
В 70-80-е годы ХХ столетия А.А.Орлов входил в небольшую группу исследователей, которые успешно применили идеи и методы кибернетики  и теории социального управления для анализа проблем управления общеобразовательной школой.  Он одним из первых реализовал системный подход в педагогическом исследовании, рассмотрев общеобразовательную школу как сложную открытую социально-педагогическую систему. В 1985 году защитил докторскую диссертацию «Управление учебно-воспитательной работой в общеобразовательной школе общества развитого социализма».
С 1977 по 2019  годы работал в Тульском государственном педагогическом институте  (ныне университете) им. Л.Н. Толстого старшим преподавателем, доцентом, профессором. Заведовал кафедрой педагогики ТГПУ им. Л.Н. Толстого  с 1985 по 2018 годы.
А.А. Орлов уделяет большое внимание продуктивной  реализации методологических концепций в практике научных исследований в области образования.  Он инициировал проведение  на базе ТГПУ им. Л.Н. Толстого совместно с Отделением философии образования и теоретической педагогики РАО ряда международных научно-практических конференций по проблемам методологии педагогики: «Педагогика как наука и как учебный предмет», сессии Всероссийского методологического семинара: «Проблемы научного обеспечения модернизации российского образования», «Школа молодых ученых», 2 Всероссийские научно-практические конференции молодых ученых: «Социально-экономическая эффективность результатов исследований молодых ученых в области образования»  и «Социально-педагогическая эффективность результатов исследований молодых ученых в области здоровьесбережения обучающихся».
А.А. Орлов награжден ведомственными наградами СССР и РСФСР "Отличник народного просвещения" и "Отличник просвещения СССР". В 1995 году Указом Президента Российской Федерации ему было присвоено почетное звание "Заслуженный деятель науки РФ". В 2003 году  он награждён медалью К. Д. Ушинского, в 2013 году — серебряной медалью «За особый вклад в развитие Тульской области» и золотой медалью Российской академии образования «За достижения в науке», а также медалью "Подвижнику просвещения." В память 300-летия М.В. Ломоносова. В июне 2023 года награжден медалью имени М.Н. Скаткина Российской академии образования.
Член-корреспондент Российской академии образования с апреля 2001 года, 21 апреля 2016 года избран академиком РАО..

## Научная деятельность
Профессиональные научные интересы сконцентрированы  в области методологии педагогики, философии и теории педагогического образования управления общеобразовательной школой.
В настоящее время научная деятельность А.А. Орлова сосредоточена в Российской академии образования (РАО). Он член Бюро Отделения философии образования и теоретической педагогики РАО, зам. руководителя  Научного совета по философии образования и методологии педагогических исследований при Отделении философии образования и теоретической педагогики.
Академик РАО А.А. Орлов  член редакционного совета научно-теоретического журнала Российской академии образования «Педагогика», член редколлегии журнала «Вестник Московского университета. Серия 20. Педагогическое образование» и электронного журнала «Письма в Эмиссия. Офлайн», включённых в перечень ВАК РФ.
В течение ряда лет выигрывал гранты научных фондов РФ:
- РГНФ, грант № 03 – 06 – 00356а «Становление профессионального мышления студентов педагогического вуза как ценности»
- РГНФ, грант № 08-06-00441а «Проектирование системы самостоятельной работы студентов педвуза, ориентированной на формирование их профессиональной компетентности»
- РГНФ, грант № 10-06-14145 г «Социально-экономическая эффективность результатов исследований молодых ученых в области образования»
- РФФИ грант № 19-013-00452 а "Проектирование научно-методического обеспечения обучения в вузе будущих учителей педагогическому взаимодействию с "сетевой" личностью"
Им подготовлены 33 кандидата и 4 доктора педагогических наук.